# Sharwa jezik
Sharwa jezik (sarwaye, sherwin, tchevi; ISO 639-3: swq), afrazijski jezik čadske skupine biu-mandara, kojim govori 5 100 ljudi (2000 SIL) u kamerunskoj provinciji Far North, i nešto u provinciji North.
Uz još sedam jezika čini podskupinu A.8, bata-bacama. Ne smije se brkati s istočnočadskim jezikom sarua (sarwa) [swy] iz Čada.

## Vanjske poveznice
- Ethnologue (14th)
- Ethnologue (15th)